# Pilea cadierei
Pilea cadierei, auch Vietnamesische Kanonierblume genannt, ist eine Pflanzenart aus der Gattung Kanonierblumen (Pilea) innerhalb der Familie Brennnesselgewächse (Urticaceae). Sie kommt ursprünglich in Vietnam und in den chinesischen Provinzen Guizhou sowie Yunnan vor. Sie wird als Zierpflanze verwendet. Der Trivialname Kanonierblume kommt von der Eigenart, bei Berührung der Blütenstände den Blütenstaub explosionsartig auszustoßen.

## Beschreibung

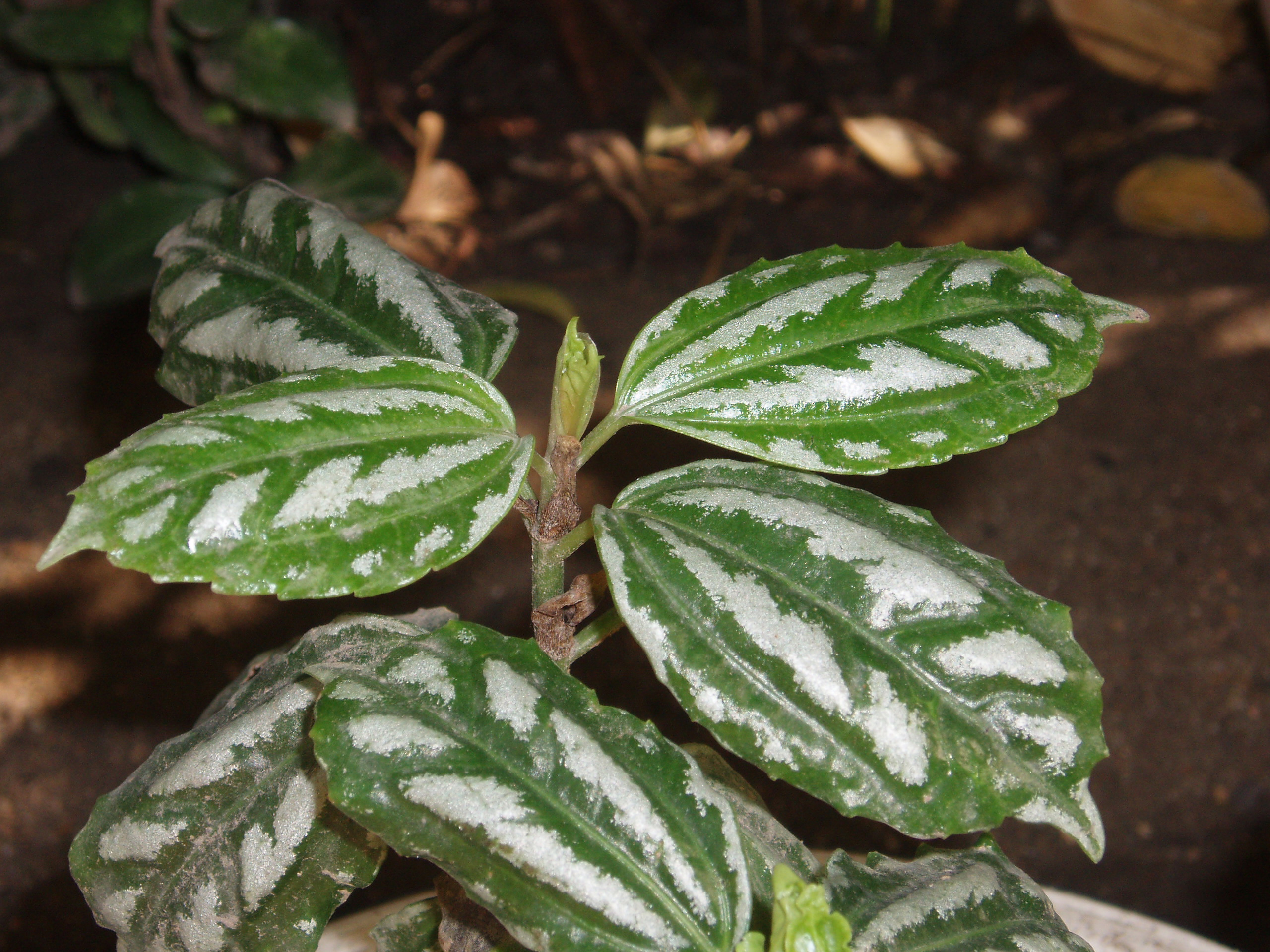
Gegenständige, gestielte Laubblätter mit drei Hauptnerven

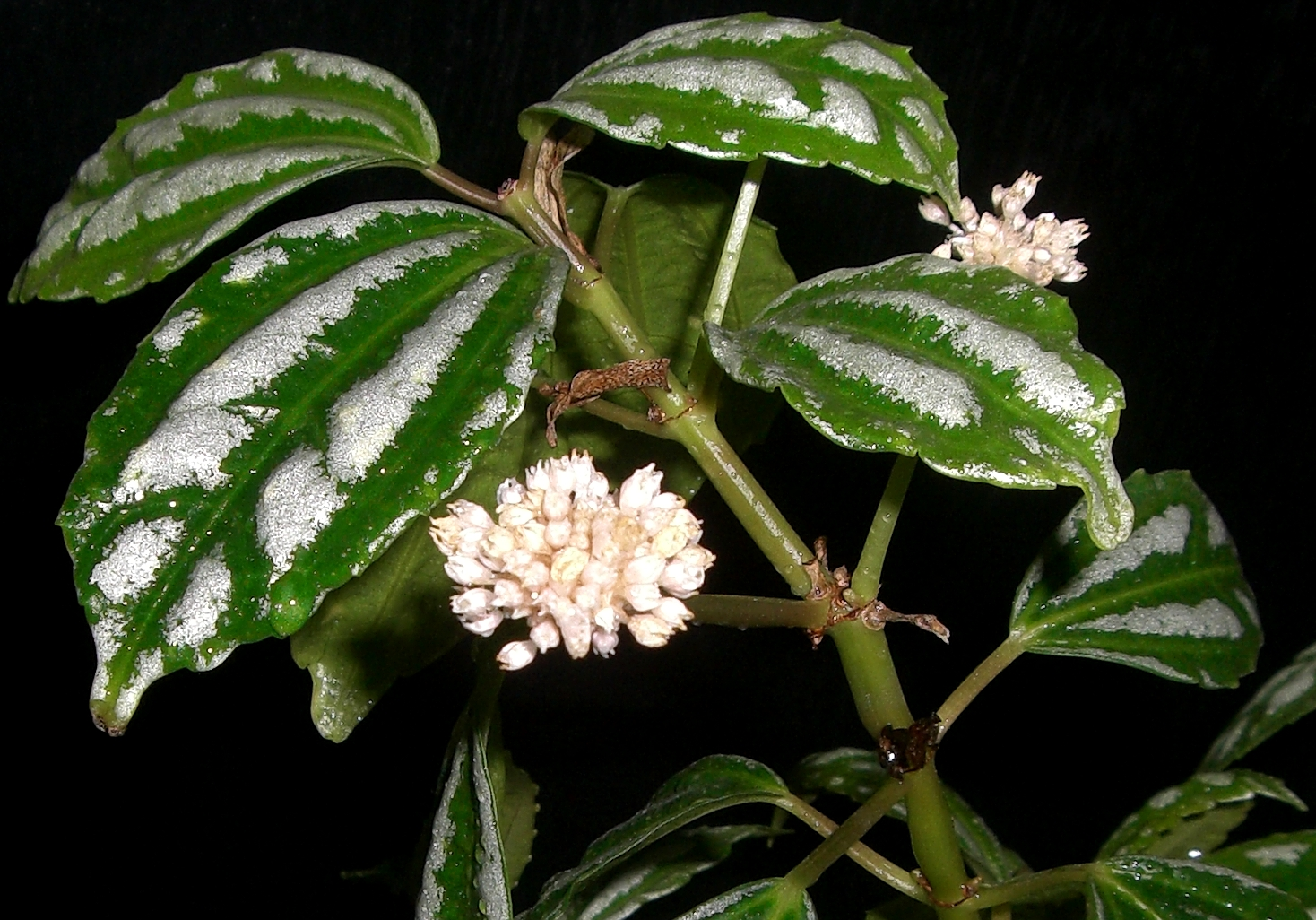
Ein Paar Blütenstände

### Vegetative Merkmale
Pilea cadierei ist eine terrestrische, immergrüne, ausdauernde krautige Pflanze oder Halbstrauch und erreicht Wuchshöhen von 15 bis 40, selten bis zu 60 Zentimetern. Es werden Rhizome gebildet. Die selbständig aufrechten Stängel sind etwas sukkulent und verholzen manchmal an ihrer Basis; sie sind kahl. Stängel, Nebenblätter, Blattstiele und -spreiten sind dicht mit spindelförmigen Zystolithen bedeckt.
Die gegenständig an den Stängeln angeordneten Laubblätter sind in Blattstiel und Blattspreite gegliedert. Die kahlen Blattstiele sind bei einer Länge von 7 bis 15 Millimetern alle fast gleich lang. Die einfachen, dunkelgrünen, pergamentartigen, fast gleich geformten Blattspreiten sind bei einer Länge von 2,5 bis 6 Zentimetern sowie einer Breite von 1,5 bis 3 Zentimetern verkehrt-eiförmig mit breit-keilförmiger oder fast gerundeter Spreitenbasis und stachelspitzigem oberen Ende. Es sind drei Hauptnerven, die auf mindestens 3/4 ihrer Länge sichtbar sind und auf jeder Seite drei Seitennerven vorhanden. Die Blattränder sind kaum erkennbar bis schwach gezähnt oder ausgebissen. Auf der Blattoberseite befinden sich zwei unterteilte weiße Furchen und es ergeben sich dadurch einige silbrige erhabene Flächen (daher die englischen Bezeichnungen „Aluminium-“ bzw. „Wassermelonenpflanze“). Die früh abfallenden, pergamentartigen Nebenblätter sind anfangs grün sowie braun wenn sie trocken sind und bei einer Länge von 10 bis 13 Millimetern länglich und längs zweirippig.

### Generative Merkmale
Die Blütezeit reicht in China von September bis November. Pilea cadierei ist einhäusig getrenntgeschlechtig (monözisch). Paarweise entspringengegenständig in den Blattachseln die  eingeschlechtigen Blütenstände.
Auf 1,5 bis 4 Zentimeter langen Blütenstandsschäften stehen die männlichen, kompakten, kopfigen Blütenstände enthalten 5 bis 125 Blüten. Die Tragblätter sind bei einer Länge von etwa 3 Millimetern breit-eiförmig. Die Blütenstiele der männlichen Blüten sind 2 bis 3 Millimeter lang und die Blütenknospen sind bei einer Länge von etwa 2,5 Millimetern birnenförmig. Die relativ kleinen, weiß-rosafarbenen Blüten sind vierzählig. Die männlichen Blüten weisen eine Länge 2,5 bis 3 Millimetern sowie einen Durchmesser von 1,8 bis 2  Millimetern auf. Die vier kahnförmigen, etwa 3 Millimeter langen Blütenhüllblätter der männlichen Blüten bis zur Hälfte ihrer Länge verwachsen und im oberen Bereich knorpelig. Die vier Staubblätter ragen über den Kelch hinaus und „explodieren“ bei Erschütterungen. Die weiblichen Blüten fast sitzend in den zymösen Blütenständen. In den weiblichen Blüten ist jeweils ein rudimentäres, konisches Fruchtblatt vorhanden. Die haltbaren Hüllblätter der weiblichen Blüten sind mit einer Länge von 0,5 bis 0,7 Millimetern halb so lang wie die Nussfrucht. In den weiblichen Blüten ist meist nur ein oberständiges Fruchtblatt und längliche Staminodien vorhanden. Die weiblichen Blüten besitzen einen einfachen Griffel.
Die Früchte reifen in China zwischen November und Dezember. Die Nussfrüchte sind immer einsamig und bei einer Länge von etwa 1,5 Millimetern eiförmig und abgeflacht. Die Samen enthalten Endosperm und einen geraden Embryo mit zwei eiförmig-elliptischen oder kreisförmigen Keimblättern (Kotyledonen).

### Chromosomenzahl
Die Chromosomenzahl beträgt 2n = 48.

## Giftigkeit
Wichtige Inhaltsstoffe sind Alkaloide. Alle oberirdischen Pflanzenteile sind giftig. Tiere können sich daran vergiften.

## Verbreitung
Das Verbreitungsgebiet von Pilea cadierei reicht von Vietnam bis zu den chinesischen Provinzen Guizhou sowie Yunnan.

## Taxonomie
Die Erstbeschreibung von Pilea cadierei erfolgte 1938 durch François Gagnepain und André Guillaumin in Bulletin du Muséum d'Histoire Naturelle, Série 2, 10, 6, S. 629. Dort Pilea „Cadieri“ genannt. Das Artepitheton cadierei ehrt den Ethnologen, Philologen und Botaniker R. P. Léopold Cadière. Die Erstbeschreibung erfolgte anhand eines kultivierten Exemplars das Cadière in Vietnam gesammelt hatte.

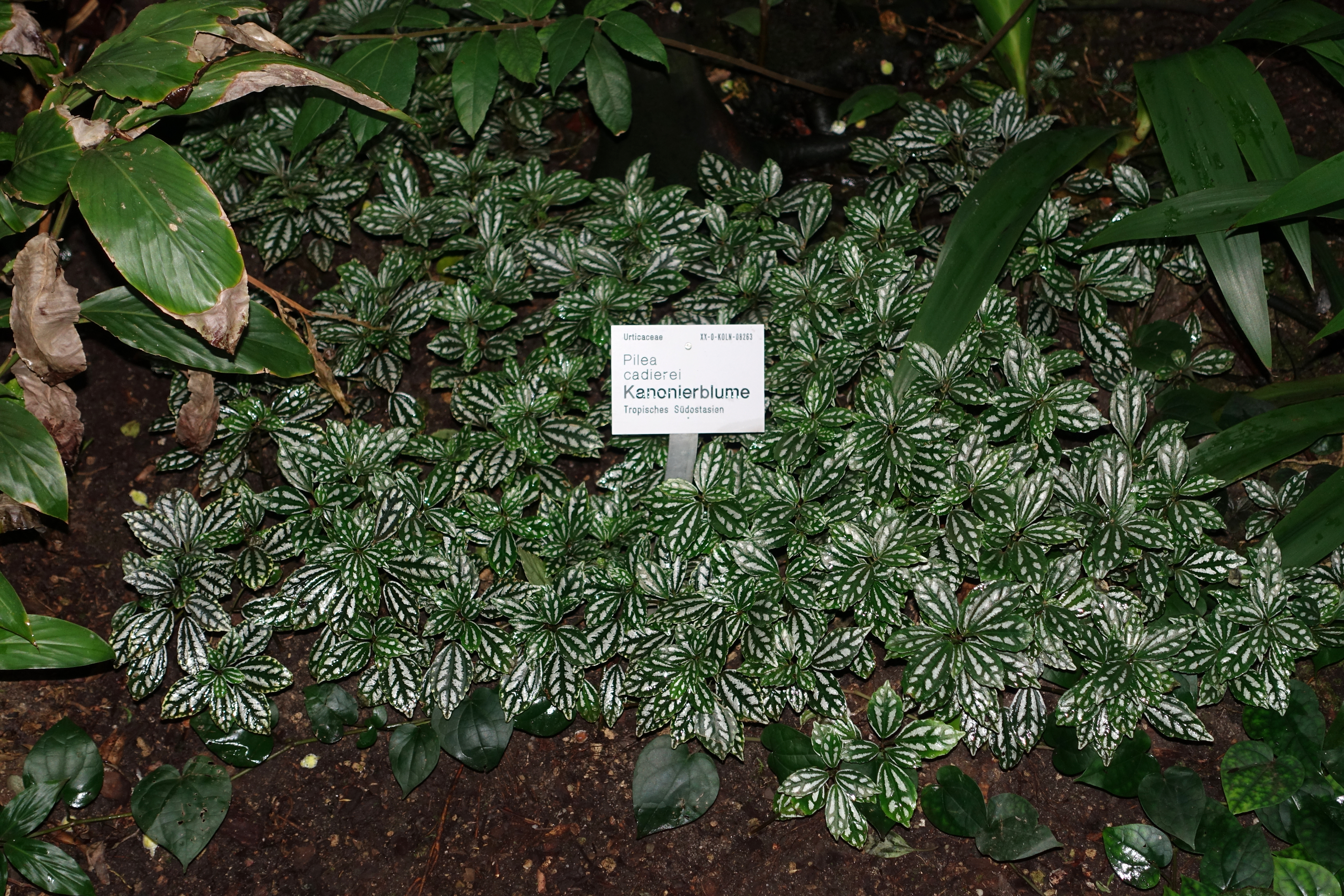
Verwendung als Bodendecker

## Nutzung
Pilea cadierei ist aufgrund ihrer dekorativen Laubblätter und leichten vegetativen Vermehrung durch Stecklinge eine relativ beliebte Zimmerpflanze. Sie ist eine Halbschattenpflanze und liebt feuchten Boden ohne Staunässe. Temperaturen unter etwa 15 °C verträgt sie nicht. Sie wurde mit dem Award of Garden Merit der Royal Horticultural Society ausgezeichnet.

## Trivialnamen
Es gibt einige Trivialnamen:
deutschsprachig: Aluminiumpflanze; Cadières Kanonierblume; Vietnamesische Kanonierblume, chinesisch 花叶冷水花, Pinyin hua ye leng shui hua, englisch aluminium plant, watermelon pilea.